# حمله به معترضان مقابل سفارت ترکیه در واشنگتن دی‌سی
حمله به معترضان مقابل سفارت ترکیه در واشنگتن دی‌سی در تاریخ ۱۶ مه ۲۰۱۷ رخ داد و میان تیم ضدحمله پلیس ترکیه و گروهی از معترضان درگرفت. برخی از معترضان پرچم‌های یک حزب سیاسی کُرد را حمل می‌کردند. به گفته ترکیه، محافظان ترکیه‌ای در حال دفاع از خود بودند و معترضان با یک گروه تروریستی ارتباط داشتند. اما به گفته مقامات آمریکایی، محافظان ترکیه‌ای بدون هیچ دلیلی به معترضان حمله کردند. یکی از رهبران اعتراضات هرگونه ارتباط معترضان با گروه‌های تروریستی را رد کرد. رجب طیب اردوغان، رئیس‌جمهور ترکیه، همان روز برای دیدار با دونالد ترامپ، رئیس‌جمهور آمریکا، در واشینگتن حضور داشت و درگیری‌ها را از فاصله‌ای دور مشاهده کرد.